# Taekwondo-Europameisterschaften 1986
Die Taekwondo-Europameisterschaften 1986 fanden vom 3. bis 5. Oktober 1986 in Seefeld in Tirol, Österreich, statt. Veranstaltet wurden die Titelkämpfe von der European Taekwondo Union (ETU). Insgesamt fanden 16 Wettbewerbe statt, jeweils acht bei Frauen und Männern in unterschiedlichen Gewichtsklassen.
Mit vier Gold- und drei Bronzemedaillen war die Niederlande die erfolgreichste Nation vor der Bundesrepublik Deutschland mit drei Gold-, sechs Silber- und zwei Bronzemedaillen. Auf Rang sieben platzierte sich Österreich, dessen Kämpfer einmal Gold, einmal Silber und fünfmal Bronze gewann.

## Medaillengewinner

### Frauen
| Gewichtsklasse | Gold              | Silber            | Bronze                 |
| -------------- | ----------------- | ----------------- | ---------------------- |
| - 43 kg        | Neyla Demirel     | María Rosa Moreno | Gerlinde Aidelsburger  |
| - 43 kg        | Neyla Demirel     | María Rosa Moreno | Sonja Galvano          |
| - 47 kg        | Anita van der Pas | Bettina Engelking | Regina Singer          |
| - 47 kg        | Anita van der Pas | Bettina Engelking | Aytul Uçan             |
| - 51 kg        | Marion Gal        | Roberta Parisella | Veronika Six           |
| - 51 kg        | Marion Gal        | Roberta Parisella | Rafaela Velasco        |
| - 55 kg        | Züleyhan Tan      | Rocío Valverde    | Anna Ciampalia         |
| - 55 kg        | Züleyhan Tan      | Rocío Valverde    | Anne-Mette Christensen |
| - 60 kg        | Brigitte Evanno   | Maria Hörmann     | Elena Benítez          |
| - 60 kg        | Brigitte Evanno   | Maria Hörmann     | Yolanda Klaver         |
| - 65 kg        | Coral Bistuer     | Sema Kaya         | Bente Mathiesen        |
| - 65 kg        | Coral Bistuer     | Sema Kaya         | Anita Reniers          |
| - 70 kg        | Mandy de Jongh    | Angelika Biegger  | Michaela Huber         |
| - 70 kg        | Mandy de Jongh    | Angelika Biegger  | Fátima Mir             |
| + 70 kg        | Anne-Mieke Buijs  | Ute Güster        | Mia Keränen            |
| + 70 kg        | Anne-Mieke Buijs  | Ute Güster        | Christine Six          |

### Männer
| Gewichtsklasse | Gold              | Silber             | Bronze              |
| -------------- | ----------------- | ------------------ | ------------------- |
| - 50 kg        | Chan-Ok Choi      | Harun Ateş         | Jan Hansen          |
| - 50 kg        | Chan-Ok Choi      | Harun Ateş         | Dario Manca         |
| - 54 kg        | Josef Salim       | Turgut Uçan        | Geremia Di Costanzo |
| - 54 kg        | Josef Salim       | Turgut Uçan        | José Guerra         |
| - 58 kg        | Ole Nielsen       | Şakir Bezcir       | Erwin Goewie        |
| - 58 kg        | Ole Nielsen       | Şakir Bezcir       | Eduardo Rodríguez   |
| - 64 kg        | Franck Cribaillet | Andreas Hoflehner  | Lucio Cuozzo        |
| - 64 kg        | Franck Cribaillet | Andreas Hoflehner  | Cengiz Yağız        |
| - 70 kg        | Ruben Thijs       | Ahmet Ercan        | Pietro Carrieri     |
| - 70 kg        | Ruben Thijs       | Ahmet Ercan        | Georg Streif        |
| - 76 kg        | Helmut Köck       | Robert Beckenbauer | Chris Sawyer        |
| - 76 kg        | Helmut Köck       | Robert Beckenbauer | Luigi D’Oriano      |
| - 83 kg        | Metin Şahin       | Martin Bernhofer   | Francesco Gentile   |
| - 83 kg        | Metin Şahin       | Martin Bernhofer   | Erich Zaller        |
| + 83 kg        | Michael Arndt     | Tonny Sørensen     | Kimmo Tirkkonen     |
| + 83 kg        | Michael Arndt     | Tonny Sørensen     | Ali Şahin           |

## Medaillenspiegel
| Platz  | Land                   | Gold | Silber | Bronze | Gesamt |
| ------ | ---------------------- | ---- | ------ | ------ | ------ |
| 1      | Niederlande            | 4    | −      | 3      | 7      |
| 2      | BR Deutschland         | 3    | 6      | 2      | 11     |
| 3      | Türkei                 | 3    | 5      | 3      | 11     |
| 4      | Dänemark               | 2    | 1      | 3      | 6      |
| 5      | Frankreich             | 2    | −      | −      | 2      |
| 6      | Spanien                | 1    | 2      | 5      | 8      |
| 7      | Österreich             | 1    | 1      | 5      | 7      |
| 8      | Italien                | −    | 1      | 8      | 9      |
| 9      | Finnland               | −    | −      | 2      | 2      |
| 10     | Vereinigtes Königreich | −    | −      | 1      | 1      |
| Gesamt | Gesamt                 | 16   | 16     | 32     | 64     |